# 吉備高原
吉備高原（きびこうげん）は、岡山県、広島県、兵庫県など広範囲に位置する概ね高原地帯である。
岡山県側の吉備中央町には、吉備高原都市という計画都市があり、兵庫県側には、大型放射光施設SPring-8がある播磨科学公園都市がある。詳しくは吉備高原都市・播磨科学公園都市を参照。
地質学者小藤文次郎によって「吉備高原」と名づけられた。

## 地理・特色
- 標高は約300m～約700mで、隆起準平原をなし、高原上に多くの町や村が発達している。最高部は神石高原町にある星居山の835mである。
- 地形学的には、標高約500m～700mの隆起準平原面を吉備高原面、その下位（外側）の400m前後の地形面を世羅台地面、川上面と呼ぶ。
- 吉備高原上には約1600万年前（中新世）の海侵によって堆積した砂岩や泥岩の地層（備北層群）が今も侵食をまぬがれ局地的に残っている。
- 高梁川や成羽川などによる開析が進みつつあり、本流沿いは比高300mから400mの急崖によって取り囲まれている。
- 岡山県・広島県側どちらにも地域によって石灰岩が多く分布するところがある。そこではカルスト地形が発達し、降水が地中に浸透する。そのため、そこでは稲作が発達しなかった。この地域には川の侵食作用によって形成された渓谷や鍾乳洞・奇岩などが多い。
- 岡山県側の新見地方には阿哲台、広島県側には神石高原や世羅高原、帝釈台という地方名もある。

## 形成過程
西日本の中でも南限に位置する当地域独特の植物が多く生息しており、亜熱帯地域や朝鮮半島と共通種の植物も多くみられる。
カルスト地帯をなす阿哲台や帝釈台などの形成過程には諸説があるが、近年では地球表層のプレート運動により赤道付近から移動してきた巨大なさんご礁が、大陸縁辺の堆積層中に付加し、日本列島の土台をつくったという説が有力。
新見市の荒戸山や高梁市の弥高山、世羅町の津田明神山
など付近にはお椀を伏せた形の山々が多いが、これらの多くは新生代第三紀末（800万年前から900万年前）に噴出した玄武岩質火山のマグマの上昇部が侵食を免れて残った地形（火山岩頸）である。一部には溶岩流も残っている。

## 吉備高原に含まれる自治体
岡山県新見市の大半、真庭市南部・美咲町・久米南町・岡山市・吉備中央町・高梁市・総社市北部・井原市北部・赤磐市・美作市南部・備前市北部や広島県庄原市東城町・神石高原町・世羅町・福山市北部・府中市北部・三次市南東部・東広島市・兵庫県上郡町・佐用町南部・相生市北部・たつの市西部。

## 吉備高原が登場する作品
高嶋哲夫の小説『首都崩壊』（2014年・幻冬舎）では首都機能移転先に選定された。